# Heeren Zeventien Friesland

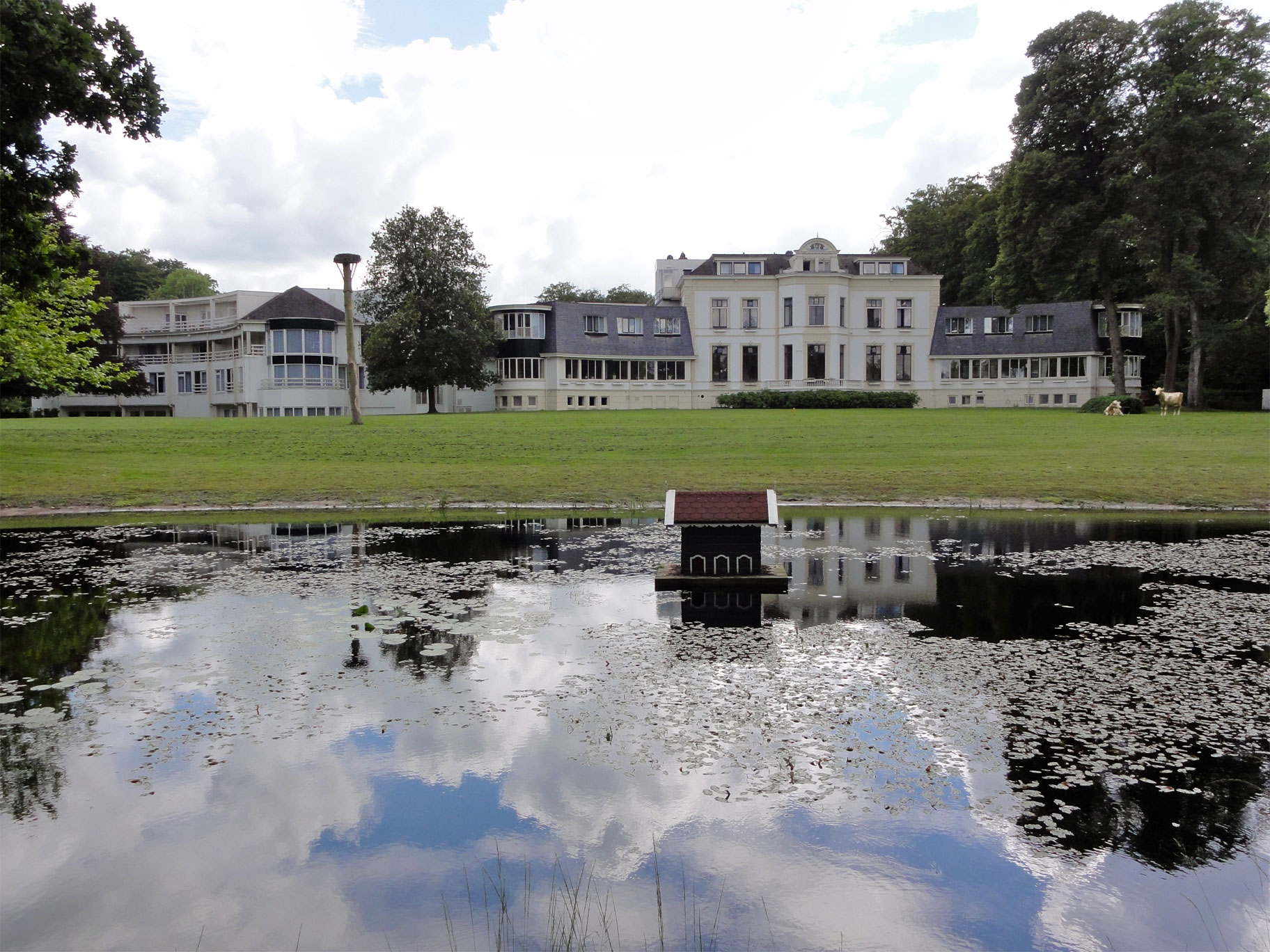
De Heeren Zeventien komen bijeen op landgoed Lauswolt in Beetsterzwaag

De Heeren Zeventien is een informele groep mannen uit overheid en bedrijfsleven in Friesland.

## Activiteit
De Heeren Zeventien pleegt drie keer per jaar bijeen te komen in restaurant De Heeren van Harinxma op landgoed Lauswolt in Beetsterzwaag. De activiteiten hebben een informeel karakter, al wordt soms een serieus onderwerp geagendeerd als inleiding op de maaltijd. Belangrijkste doel is het netwerken op zich. Dit wordt geïllustreerd door uitspraken als “Je kunt de volgende dag makkelijker mensen bellen” en “Je mag mensen op zo’n avond vragen wat voor een persoon iemand is. Of hij geschikt is ergens te worden benoemd, bijvoorbeeld als bestuurder of commissaris”.

## Lidmaatschap
Voorwaarde voor het lidmaatschap is dat men is geboren in Friesland of daar een aantal jaren heeft gewerkt, en dat men een ‘redelijke maatschappelijke positie’ bekleedt. Het lidmaatschap is voor het leven. Er zijn maximaal zeventien leden. In 2021 zijn er geen vrouwelijke leden.

## (Oud-)leden
Personen waarvan bekend is dat zij lid zijn (geweest) van de Heeren Zeventien:
- Evert Aardema
- Hayo Apotheker (oud-minister van Landbouw en oud-burgemeester Súdwest-Fryslân)
- Cor Boonstra (oud-bestuursvoorzitter Philips)
- Abe Bonnema (architect)
- Arno Brok (Commissaris van de Koning in Friesland)
- Geert Dales (oud-burgemeester Leeuwarden)
- Wim Duisenberg (oud-president van de Europese Centrale Bank, zogenaamd buitenlid)
- Tjalling van der Goot (advocaat)
- Jochem Haakma (diplomaat)
- Sybrand van Haersma Buma (burgemeester van Leeuwarden
- Loek Hermans (oud-Commissaris van de Koningin)
- Anne Hettinga (directeur Arriva)
- Marinus Jacometti (voorheen Achmea)
- John Jorritsma (oud-Commissaris van de Koningin)
- Douwe Keizer (bankdirecteur, zogenaamd buitenlid)
- Lense Koopmans (hoogleraar Economie van de Gezondheidszorg aan de Rijksuniversiteit van Groningen en voorzitter van de raad van commissarissen bij de Rabobank)
- Rimmer Mulder (oud-hoofdredacteur Leeuwarder Courant)
- Ed Nijpels (oud-Commissaris van de Koningin)
- Jan Nooitgedagt (CFO Aegon)
- Age Offringa (oud-bestuursvoorzitter van Friesland Bank, Commissaris DSB)
- André Olijslager (oud-directievoorzitter van Royal Friesland Foods)
- Herman Reinders (oud-burgemeester van Heerenveen)
- Kees Storm (oud-voorzitter van de raad van bestuur van AEGON)
- Boele Staal (voorzitter van de Nederlandse Vereniging van Banken)
- Gerrit Ybema (oud-staatssecretaris)
- Bert Wassenaar (Kanselier der Huisorden)
- Jan Weitenberg (oud-verzekeraar)
- Pieter Winsemius (oud-minister)

Ereleden
- Hans Wiegel (VVD-prominent)
- Folkert Popma (oud-makelaar)
- Pieter Tuinman (advocaat De Haan Advocaten & Notarissen)

## Andere (praat-)clubs
De Heeren Zeventien is slechts een van de besloten gezelschappen waarin de top van bedrijfsleven en overheid elkaar regelmatig ontmoeten. Andere "clubs" zijn:
- De Schoorsteen (Bedrijfsleven, politiek, wetenschap en overheid)
- De Tafelronde
- De Pijp (Bestuursvoorzitters van de grotere beursgenoteerde bedrijven)
- De Vogeltjesclub (Banken en industrie)
- Oud-Financiën club
- De Acht
- De Klos
- De Kruiwagen
- De Haagsche Club
- Koning Willem I, II, III & IV Kring (Lobbyisten in Den Haag)